# 小野卓志
小野 卓志（おの たかし、1980年6月25日 - ）は、茨城県結城郡石下町（現・常総市）出身の柔道家。身長181cm。組み手は右組み。段位は六段。得意技は小外刈、内股。

## 経歴・人物
弦巻中学校、桐蔭学園高等学校、筑波大学を経て学校法人了徳寺学園に就職した。2015年6月に了徳寺学園を退職すると、7月からは筑波大学の特任助教となった。
5歳の時に父親が指導者を務める石下町体育協会柔道部で柔道を始めた。アテネオリンピック100kg超級金メダリストである鈴木桂治とは同級生で、県内の大会などでは常に決勝を争っていた。小学校6年の時には全国少年柔道大会の団体戦で鈴木とともに活躍して2位、個人戦でも3位になった。
中学は上京して柔道私塾の講道学舎に入塾すると、弦巻中学に通うこととなった。しかし、同級生の中では一番弱かったために試合に出場させてもらえず、なおかつ生活面でも相撲部屋なみの厳しさだったためにあまり練習もできる状況ではなく、初めて挫折を味わうことになった。小学生時代のライバルだった鈴木は国士舘中学で活躍していたこともあって、なおのことその思いを強くした。そんな中にあって、身長がほとんど伸びなかったために得意の内股だけでなく担ぎ技の練習をしておいたことが、後に活かされることになった。
桐蔭学園高校に進むと中学の時とは異なり、思い切り練習ができるようになった。さらに身長も中学時代とは打って変わって伸びたために、柔道が日増しに良くなっていく実感を掴めた。高校3年の時には全日本ジュニア81kg級で優勝して世界ジュニア代表にも選ばれた。世界ジュニアでは3位だったが、中学入学以来全く口を利かなくなっていた100kg級代表の鈴木とも、講道学舎時代の同級生だった100kg超級代表の棟田康幸を通して約6年ぶりに言葉を交わして、小学生以来再び意気投合することにもなった。
筑波大学に入学すると、2年の時から学生体重別で3連覇を達成した。また、2年の時には世界学生で2位になった。3年の時にはアジア選手権で3位、日本国際柔道大会では2位となった。
2003年には了徳寺学園の職員となると、アジア選手権では再び3位だった。その後も一定の活躍をするも、2004年の選抜体重別では準決勝で瀧本誠に技ありで敗れて3位にとどまり、アテネオリンピック代表にはなれなかった。2005年には選抜体重別で初優勝すると、アジア選手権でも優勝した。世界選手権では2回戦でウクライナのロマン・ゴンチュクに掬投で敗れるも、敗者復活戦を勝ち上がり3位となった。2006年の嘉納杯とアジア大会では3位だった。2007年のアジア選手権では3位、プレ・オリンピック大会では2位だったが、世界団体では石井慧などとともに活躍して優勝を飾った。続く嘉納杯では2位だった。この時期には結婚して子を儲けたことで何としてもオリンピックに出るという強い気持ちで取り組んだ結果、2008年の選抜体重別で優勝して北京オリンピック日本代表に選ばれた。しかし、オリンピックでは初戦でブラジルのティアゴ・カミロに技ありで敗れた。そのショックで暫く引きこもっていたが、特に面識があったわけでもないコンビニやクリーニング屋の店員から応援を受けて、再びやる気が湧いてきた。階級を90kg級に上げて再び柔道に取り組むと、嘉納杯で優勝した。2009年の世界選手権では3回戦でウズベキスタンのディルショド・チョリエフに指導2で敗れた。その一方で、2009年から2010年にかけてIJFワールド柔道ツアーで5大会連続優勝を果たして世界ランキング1位になった。2010年に東京で開催された世界選手権では優勝候補筆頭として臨んだものの、3回戦でギリシャのイリアス・イリアディスに有効で敗れてしまった。この試合では開始早々イリアディスの払巻込で崩れたものの、主審も副審もポイントを示さなかった。ところが、IJF審判理事であるフアン・カルロス・バルコスの指示によって有効ポイントが入った。さらに終盤に足を掴まれるも、この場合は反則に該当しないとの判断が下された。今年から相手の下半身に直接手や腕が触れると反則負けになるという新ルールが導入されたことにより、反則が認められていれば小野の勝利になっているところであった。2011年の世界選手権では準決勝で大学の10年後輩となる西山大希に指導2で敗れるも3位となり、2005年以来となる世界選手権でのメダルを獲得した。しかし、2012年のロンドンオリンピックには西山将士や西山大希との代表争いに敗れて出場できなかった。その後階級を100kg級に上げると、選抜体重別では今大会初となる3階級制覇（81kg級、90kg級、100kg級）を達成した。しかし、世界選手権では5位にとどまり、3階級でのメダル獲得はならなかった。
2015年4月には全日本選手権に34歳にして初めての出場を果たして1勝をあげた。11月の講道館杯では初戦で敗れて引退を示唆した。体が続く限り現役を続けたいという思いもあって、この年まで現役を続けることになった。2016年9月からは筑波大学柔道部の監督に就任した。2021年10月には全日本代表チームの90kg級と100kg級のコーチに就任した。2020年からは帝京平成大学の男子柔道部監督に就任した。2021年からは全日本男子代表チームのコーチにもなった。

## 戦績
- 1992年 -　全国少年柔道大会 個人戦6年生の部 3位 団体戦 2位
- 1995年 -　近代柔道杯 団体戦 2位

（81kg級での成績）
- 1998年 -　全日本ジュニア 優勝
- 1998年 -　世界ジュニア 3位
- 1999年 -　ハンガリー国際 7位
- 1999年 -　全日本ジュニア 優勝
- 2000年 -　学生体重別 優勝
- 2000年 -　学生優勝大会 2位
- 2000年 -　講道館杯 3位
- 2000年 -　世界学生 2位
- 2001年 -　ベルギー国際 優勝
- 2001年 -　アジア選手権 3位
- 2001年 -　学生体重別 優勝
- 2002年 -　日本国際柔道大会 2位
- 2002年 -　ロシア国際 2位
- 2002年 -　エストニア国際 3位
- 2002年 -　ポーランド国際 3位
- 2002年 -　選抜体重別 3位
- 2002年 -　学生体重別 優勝
- 2002年 -　学生体重別団体 3位
- 2002年 -　講道館杯 2位
- 2003年 -　嘉納杯 5位
- 2003年 -　ハンガリー国際 5位
- 2003年 -　選抜体重別 3位
- 2003年 -　アジア選手権 3位
- 2003年 -　モナコ国際柔道大会 優勝
- 2004年 -　チェコ国際 3位
- 2004年 -　選抜体重別 3位
- 2004年 -　講道館杯 2位
- 2004年 -　韓国国際 優勝
- 2005年 -　フランス国際 3位
- 2005年 -　選抜体重別 優勝
- 2005年 -　アジア選手権 優勝
- 2005年 -　世界選手権 3位
- 2006年 -　嘉納杯 3位
- 2006年 -　グルジア国際 3位
- 2006年 -　フランス国際 3位
- 2006年 -　選抜体重別 3位
- 2006年 -　アジア大会 3位
- 2007年 -　選抜体重別 2位
- 2007年 -　アジア選手権 3位
- 2007年 -　プレ・オリンピック大会 2位
- 2007年 -　世界団体 優勝
- 2007年 -　嘉納杯 2位
- 2008年 -　選抜体重別 優勝
- 2008年 -　アジア選手権 3位

（90kg級での成績）
- 2008年 -　世界団体 5位
- 2008年 -　講道館杯 5位
- 2008年 -　嘉納杯 優勝
- 2009年 -　グランドスラム・パリ 2位
- 2009年 -　選抜体重別 2位
- 2009年 -　グランドスラム・モスクワ 優勝
- 2009年 -　グランドスラム・東京 優勝
- 2010年 -　ワールドマスターズ 優勝
- 2010年 -　グランドスラム・パリ 優勝
- 2010年 -　選抜体重別 優勝
- 2010年 -　グランプリ・チュニス 優勝
- 2010年 -　グランドスラム・モスクワ 優勝
- 2010年 -　アジア大会 優勝
- 2010年 -　グランドスラム・東京 5位
- 2011年 -　ワールドマスターズ 3位
- 2011年 -　選抜体重別 3位
- 2011年 -　グランドスラム・リオデジャネイロ 優勝
- 2011年 -　世界選手権 3位
- 2011年 -　世界団体 3位
- 2012年 -　ワールドマスターズ 5位
- 2012年 -　グランプリ・デュッセルドルフ 5位

（100kg級での成績）
- 2012年 -　講道館杯 3位
- 2013年 -　グランプリ・デュッセルドルフ 2位
- 2013年 -　選抜体重別 優勝
- 2013年 - 世界選手権 5位
- 2014年 -　選抜体重別 3位

（出典、JudoInside.com）